# Berberis prolifica
Berberis prolifica là một loài thực vật có hoa trong họ Hoàng mộc. Loài này được Pittier mô tả khoa học đầu tiên năm 1931.